# Pistole vz. 52
Die Pistole vz. 52 (zivile Bezeichnung ČZ 52) ist eine tschechoslowakische Selbstladepistole im Kaliber 7,62 × 25 mm und diente bei den Streitkräften des Landes als Standard-Faustfeuerwaffe.

## Technik

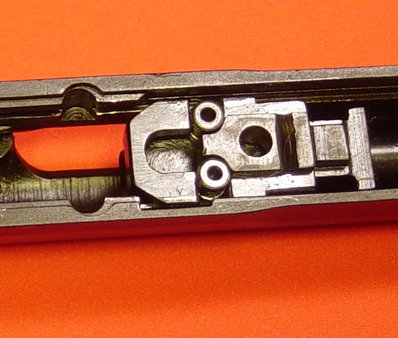
Rollenverriegelung der vz. 52 im Detail

Erste Prototypen der Waffe entstanden noch im Kaliber 9 mm Parabellum. Auf Druck der Sowjetunion wurden diese auf die in der Tokarew-Pistole verwendete 7,62-mm-Flaschenhalspatrone umkonstruiert. Während die frühen Entwürfe noch über einen Double-Action-Abzug verfügten, fiel dieser später jedoch aus Gründen der Vereinfachung weg. Damit wich die Waffe mehr und mehr vom Ursprungsentwurf ab. Das Verriegelungssystem wurde beibehalten und ist ihre besondere Eigenart. Erstmals bei einer Pistole wurde ein Rollenverschluss verwendet. Der Lauf gleitet dabei geradlinig zurück und der Verschluss verriegelt über Rollen in seitlichen Ausnehmungen in der Schlitteninnenseite. Dieses System ist dem Stützrollenverschluss des deutschen Maschinengewehrs 42 entlehnt. Es zeichnet sich durch Zuverlässigkeit und Resistenz gegenüber Verschleiß aus, erfordert aber einen sehr präzisen Fertigungsprozess mit geringen Toleranzen. Pistolen mit Browning-System, wie etwa die sowjetische Tokarew TT-33 mit Riegelwarzenverschluss, sind technisch weniger anspruchsvoll und lassen sich einfacher herstellen. Die Produktion der vz. 52 wurde deshalb bereits 1957 eingestellt. Aus ausgemusterten Beständen werden vz. 52 inzwischen, mit Austauschläufen aus Arsenalbeständen, im 9-mm-Kaliber (Parabellum/Luger) angeboten.
Mit der normalerweise verwendeten Munition ist die Flugbahn sehr gestreckt. Die Patrone mit ohnehin schon hoher Rasanz wurde in der Tschechoslowakei sogar noch in ihrer Leistung gesteigert. Für eine Pistole ist daher die Mündungsgeschwindigkeit recht hoch. Für den Einsatz als Verteidigungswaffe hat dies Nachteile, da die hohe kinetische Energie einen nicht unerheblichen Rückstoß bewirkt, aber militärische Vollmantelgeschosse in diesem kleinen Kaliber vergleichsweise wenig Mannstoppwirkung entfalten. Aus diesen Gründen wurde später in den Streitkräften des Warschauer Vertrages die Makarow-Patrone 9 × 18 mm eingeführt. Da zudem das Griffstück der vz. 52 „militärisch spartanisch“ geformt ist und der Abzugswiderstand mit 35–45 N relativ hoch ist, lässt sich diese ansonsten sehr robuste Waffe nicht sonderlich gut handhaben.